# Польська зона окупації Німеччини

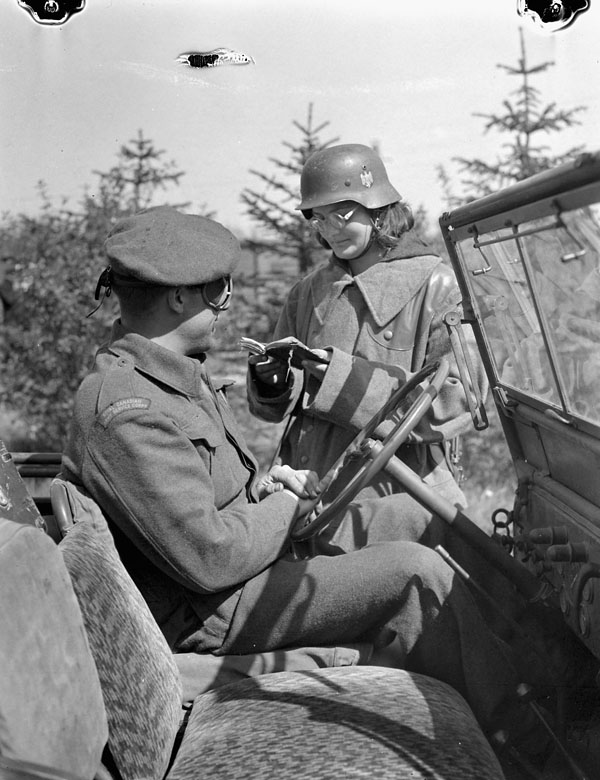
Польська жінка-солдат у трофейній формі вермахту перевіряє документи канадського водія 7 травня 1945 року

Польська окупаційна зона була особливою територією в британській окупаційній зоні в післявоєнній Німеччині з 1945 по 1948 рік і була розташована в центрально-північній частині сьогоднішнього району Емсланд і в районах Ольденбурга і Лера. Вона межувала з Нідерландами і займала площу 6470 км². Зоною, включаючи табір переміщених осіб, керував польський уряд у вигнанні. Адміністративним центром цієї польської зони було місто Гарен, яке під час окупації отримало назву Львів, а потім Мачків (Мачкув) на честь Станіслава Мачека. Іншими місцями, які німецьке населення мало покинути, були частини Папенбурга та Фрізойте (у останньому район Нойфрес був перейменований на Кацперково і з тих часів досі має так звану «польську церкву»). Село Фоллен не було евакуйовано. Тут групи населення розділялися по середині вулиці: населення німецького походження зосереджувалося на східній стороні вулиці, а поляки переселялися в порожні будинки на західній стороні вулиці.
Нове населення польського походження становило близько 30 000 переміщених осіб, в основному колишніх в'язнів таборів в Емсланді — серед них також були учасники Варшавського повстання в серпні 1944 року — та 18 000 польських солдатів. Оскільки більшість походила з тодішніх Львівського та Станіславського воєводств, а також нинішнього Івано-Франківська, місто Гарен спочатку було перейменовано у Львів. Головні вулиці міста отримали польські назви цих місць. Всього через місяць під тиском Радянського Союзу назву було знову змінено 24 червня 1945 року, цього разу на честь польського генерала Мачека, чия 1-ша бронетанкова дивізія звільнила навколишні табори.
Оскільки значна частина польської інтелігенції, інтернованої в німецьких таборах, потім оселилася в Мачкові, місто, яке перетворилося на центр польської адміністративної області, за якою стояв антикомуністичний польський уряд у вигнанні, дуже динамічно розвивалося. Польський уряд у вигнанні навіть розглядав можливість розширення анклаву до 200 000 поляків, щоб мати можливість чинити непрямий тиск на проведення вільних виборів у Польщі.
Польська окупаційна зона в Емсланді, якою керував польський уряд у вигнанні, була нестерпною для Радянського Союзу. Тому Радянський Союз вимагав від британської влади розпустити польську зону. Прем'єр-міністр Великої Британії Вінстон Черчилль не відповів на вимоги під час свого перебування на посаді. Після успіху Лейбористської партії на виборах на загальних виборах у Британії Клемент Еттлі став прем'єр-міністром у липні 1945 року. Британія визнала Польську Народну Республіку і тепер намагалася переконати біженців повернутися на батьківщину. Це також сталося з огляду на чимраз більше обурення німецького населення. За ініціативою британського уряду восени 1946 року з Емсланда до Великої Британії були перекинуті перші польські війська, де вони були розпущені. 10 вересня 1948 року останні польські солдати покинули цей район, переважно до Польщі чи країн Речі Посполитої. Місто Мачків було передане під управління Німеччиною, а 10 вересня 1948 року йому повернули первісну назву Гарен.
Могили цього періоду перебувають під охороною польського консульства в Гамбурзі та муніципалітету Гарен.